# Liste des maires de Fontenay-aux-Roses
Liste des maires de la commune de Fontenay-aux-Roses, dans les Hauts-de-Seine.

## Liste des maires fontenaisiens
| Période                                  | Période        | Identité                    | Étiquette              | Qualité |
| ---------------------------------------- | -------------- | --------------------------- | ---------------------- | --- |
| Les données manquantes sont à compléter. |                |                             |                        | |
| avril 1790                               | décembre 1791  | Henri Fichet                |                        | |
| novembre 1791                            |                | Jean-Baptiste Chailloux     |                        | |
| novembre 1791                            | mars 1793      | Sylvain Royer               |                        | |
| mars 1793                                | décembre 1795  | Toussaint Corroy            |                        | |
| janvier 1803                             | août 1812      | Louis d'Ebeine              |                        | |
| août 1812                                | mars 1826      | Jacques-Philippe Ledru      |                        | |
| mars 1826                                | mai 1830       | Prosper Henry Morin         |                        | |
| mai 1830                                 | avril 1839     | Henri-Laurent Levasseur     |                        | |
| avril 1839                               | janvier 1843   | Jean-Denis Benoist          |                        | |
| janvier 1843                             | septembre 1845 | Joseph Jean-Louis Chevillon |                        | |
| septembre 1845                           | octobre 1846   | Guillaume Routhier          |                        | |
| octobre 1846                             | août 1865      | Jean Colin                  |                        | |
| août 1865                                | octobre 1865   | Adolphe Trébuchet           |                        | |
| octobre 1865                             | novembre 1869  | Claude Hyppolyte Jacquemin  |                        | |
| décembre 1869                            | février 1871   | Jean-Marie Cléophas Bazin   |                        | |
| février 1871                             | août 1871      | Eugène Martine              |                        | |
| 13 août 1871                             | 13 août 1871   | Aristide Boucicaut          |                        | |
| 13 août 1871                             | décembre 1871  | Joseph Mousset              |                        | |
| janvier 1872                             | mai 1892       | Alphonse Parfait Blanchet   |                        | |
| mai 1892                                 | mars 1896      | Édouard Prosper Doyen       |                        | |
| mars 1896                                | mai 1896       | Jules François Lombart      |                        | |
| mai 1896                                 | mai 1900       | Gustave Adolphe Martine     |                        | |
| mai 1900                                 | juillet 1901   | Philibert Mazoyer           | Liste Républicaine     | |
| août 1901                                | mai 1904       | Théodore Gigout             |                        | |
| mai 1904                                 | mai 1908       | Léon Desforges              |                        | |
| mai 1908                                 | décembre 1919  | Armel Auguste Soubise       |                        | |
| décembre 1919                            | mai 1925       | Léon Desforges              |                        | |
| mai 1925                                 | mai 1929       | Ernest Laborde              | SFIO                   | |
| mai 1929                                 | février 1933   | Eugène Laurent Lecoq        | Socialiste indépendant | |
| mars 1933                                | mai 1935       | Auguste Bled                | Radical                | |
| juin 1935                                | septembre 1943 | Léon Foy                    | PDP                    | |
| septembre 1943                           | août 1944      | Georges Billiard            |                        | |
| août 1944                                | novembre 1944  | Georges Ferré               | Libération-Nord        | Représentant de commerce                                                                                            |
| novembre 1944                            | juillet 1946   | Albert Henri Montuire       | SFIO                   | Boulanger |
| juillet 1946                             | mars 1977      | Maurice Dolivet (d)         | SFIO, PS puis PSD      | Fonctionnaire des PTT                                                                                               |
| mars 1977                                | mars 1989      | Jean Fournier               | UDF                    | |
| mars 1989                                | juin 1994      | Alain Moizan (d)            | RPR                    | Directeur d'une agence de photographie                                                                              |
| juin 1994                                | avril 2014     | Pascal Buchet (d)           | PS                     | Médecin néphrologue, Conseiller général de Fontenay, Président de la Communauté d'agglomération Sud de Seine        |
| avril 2014                               | 2026           | Laurent Vastel (d)          | DVD, UDI               | Chirurgien, Conseiller départemental de Châtillon (2015 →) Vice-président de l'EPT Vallée Sud Grand Paris (2016 →). |

## Pour approfondir